# Danmarks volleyballlandshold (herrer)
 For alternative betydninger, se Danmarks volleyballlandshold. (Se også artikler, som begynder med Danmarks volleyballlandshold)
Danmarks volleyballlandshold er et hold under Volleyball Danmark, udvalgt blandt alle danske volleyballspillere til at repræsentere Danmark i europæiske volleyballturneringer arrangeret af det europæiske volleyball forbund CEV, internationale volleyballturneringer arrangeret af det internationale volleyballforbund FIVB samt i venskabskampe mod andre nationale forbunds udvalgte hold.
Holdet repræsenterer ligeledes Danmark i forbindelse med OL, hvor holdet spiller kvalifikationskampe for at opnå deltagelse ved legene.

## European Silver League
Danmark vandt for første gang European Silver League 6. juni 2021. Det blev til en finalesejr på 3-1 over værterne fra Nord Makedonien. Sejren gav dermed adgang til European Golden League 2022.

## Nuværende trup
| Nummer | Navn                    | Position | DOB (alder)               | Kampe | Højde (cm) | Klub                       |
| ------ | ----------------------- | -------- | ------------------------- | ----- | ---------- | -------------------------- |
| 1      | Nikolaj Hjorth          | Libero   | 13. marts 1998 (27 år)    | 67    | 189        | Middelfart VK              |
| 3      | Nikolas Dybkilde Bach   | Center   | 13. oktober 1997 (27 år)  | 8     | 194        | Gentofte Volley            |
| 5      | Niels Heden Friis       | Center   | 30. august 1994 (30 år)   | 8     | 201        | ASV Elite                  |
| 6      | Jan Vinther             | Libero   | 8. november 1994 (30 år)  | 8     | 190        | Aalborg Volley             |
| 8      | Axel Jacobsen           | Hæver    | 10. juli 1984 (40 år)     | 207   | 196        | Panathinaikos              |
| 10     | Frederik Bo Dahl        | Center   | 1. maj 1997 (27 år)       | 8     | 195        | Gentofte Volley            |
| 11     | Mikkel Hoff             | Hæver    | 15. oktober 2001 (23 år)  | 10    | 196        | Active Living Orion        |
| 12     | Kalle Kjerstein Madsen  | Kant     | 15. april 2002 (22 år)    | 14    | 192        | VK Vestsjælland            |
| 13     | Tobias Hougs Kjær       | Kant     | 17. juli 1999 (25 år)     | 26    | 188        | Caruur Volley Gent         |
| 17     | Rasmus Breuning Nielsen | Diagonal | 22. maj 1994 (30 år)      | 87    | 199        | M&G Scuola Pallavolo Videx |
| 18     | Rasmus Mikelsons        | Center   | 2. maj 1998 (26 år)       | 21    | 197        | Gentofte Volley            |
| 20     | Ulrik Bo Dahl           | Diagonal | 18. november 2000 (24 år) | 16    | 200        | Team Volley Portomaggiore  |
| 21     | Mads Kyed Jensen        | Diagonal | 24. april 1999 (25 år)    | 37    | 207        | Verona Volley              |
| 22     | Oskar Kjerstein Madsen  | Kant     | 17. januar 2000 (25 år)   | 26    | 194        | Spacer's Toulouse          |